# Hexenbesen (Mythologie)

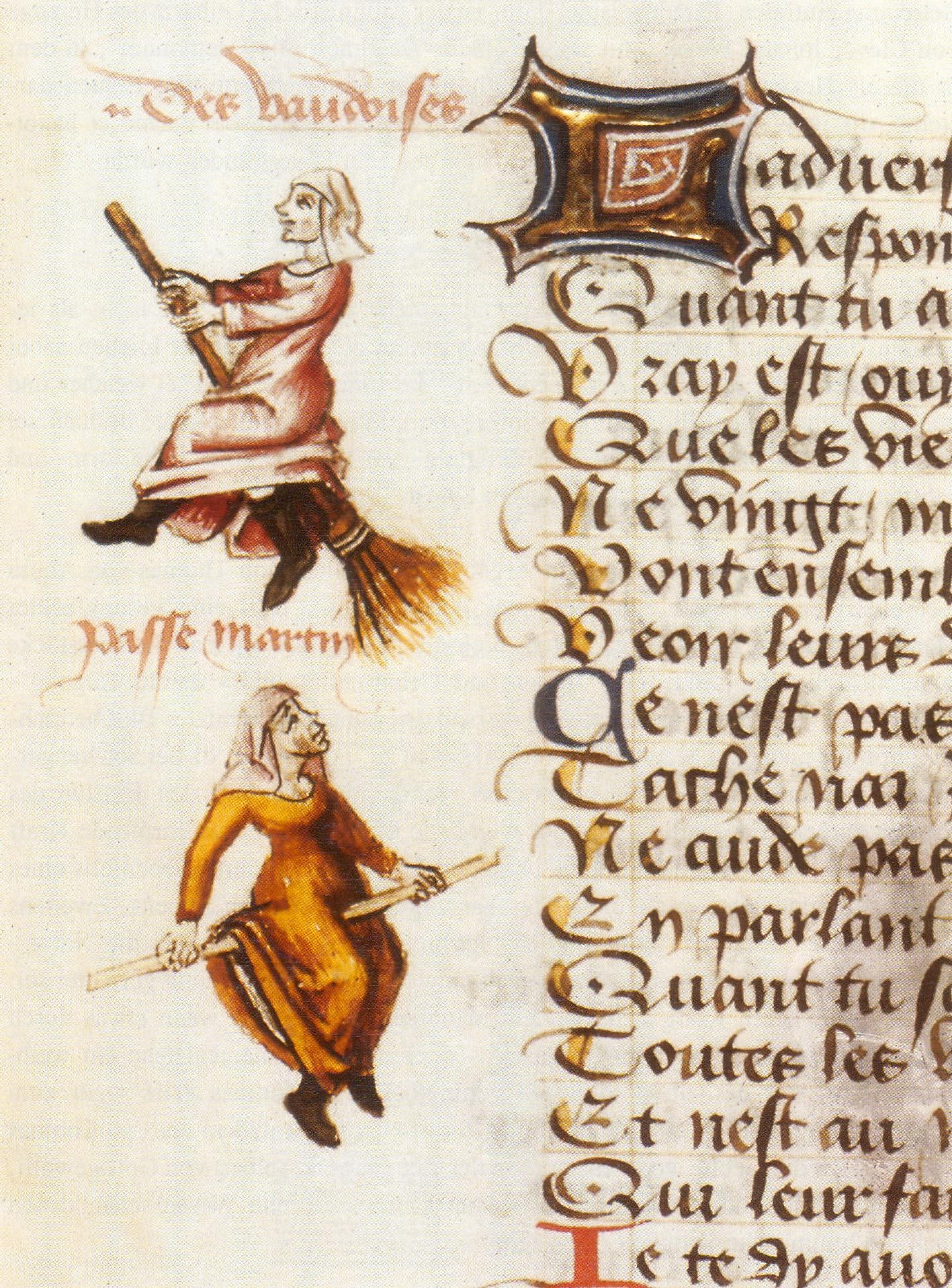
Hexenflug der "Vaudoises" (hier Hexen, ursprünglich Waldenser) auf dem Besen, Miniatur in einer Handschrift von Martin Le Franc, Le champion des dames, 1451

Der Hexenbesen ist im Volksglauben das bevorzugte Transportmittel der Hexen, die auf ihm durch die Luft reiten.
In der Zeit der Hexenverfolgungen warf man den der Hexerei beschuldigten Personen vor, dass sie auf Tieren, aber auch auf Ofengabeln, Stöcken oder Besen zu ihren Zusammenkünften mit dem Teufel geflogen seien. Das Haus hätten sie durch die Tür, ein Fenster oder den Schornstein hindurch verlassen. Martin Anton Delrio beschreibt die Ausfahrt der Hexen in seinem Hexentraktat Disquisitionum magicarum libri sex im Jahr 1599 folgendermaßen: 
„So also die Hexen, sobald sie sich mit ihren Salben eingerieben haben, auf Stöcken, Gabeln oder Holzscheiten zum Sabbath zu gehen, indem sie entweder einen Fuß darauf stützen und auch auf Besen oder Schilfrohren reiten, oder indem sie von entsprechenden Tieren, männlichen Ziegenböcken oder Hunden, getragen werden …“
Delrio geht also davon aus, dass die Hexen ihren Körper mit einer sogenannten Hexensalbe eingerieben hätten, um fliegen zu können. Eine andere Vorstellung findet sich in Grimmelshausens Roman Der abenteuerliche Simplicissimus aus dem Jahr 1669. Simplicius beobachtet, dass die Hexen die Besen oder andere Gegenstände mit einer Salbe einrieben, um den Sabbat zu besuchen:
„ … denn sie hatten sich erst angezogen und anstatt des Lichts eine schweflichte blaue Flamm auf der Bank stehen, bei welcher sie Stecken, Besen, Gabeln, Stühl und Bänk schmierten und nacheinander damit zum Fenster hinaus flogen.“